# 本郷谷健次
本郷谷 健次（ほんごうや けんじ、1948年（昭和23年）8月29日 - ）は、日本の政治家。千葉県松戸市長（4期）、松戸市議会議員（1期）を務めた。

## 来歴
愛知県愛知郡鳴海町（現・名古屋市緑区鳴海町）生まれ。愛知学芸大学附属岡崎中学校（現・愛知教育大学附属岡崎中学校）、愛知県立旭丘高等学校、東京大学経済学部卒業。新日本製鐵に就職。
50歳のときに新日本製鐵を退職。会計学の勉強を開始し、みすず監査法人で公会計を担当した。また、中央青山監査法人で、行政コンサルタントとして行財政改革に携った。
2006年（平成18年）6月18日に行われた松戸市長選挙に立候補。現職の川井敏久、前市議の中田京、昭和史研究家の林千勝ら計4人の戦いとなったこの年の選挙では次点で落選。
同年11月の松戸市議会議員選挙に立候補し初当選。
2010年（平成22年）6月13日に行われた松戸市長選挙に民主党の推薦を得て再挑戦。現職の川井敏久ら4候補を破り初当選した。
2014年（平成26年）の市長選で、元職の川井敏久ら3候補を破り再選。
2018年（平成30年）の市長選で、元職の川井敏久の次男で元県議の川井友則ら3候補を破り、3選。
2022年（令和4年）6月5日投開票の市長選では、千葉県内の首長選挙では過去最多となる9人による選挙戦となったが元市議の山中啓之ら8候補を破り4選を果たした。
2025年（令和7年）4月18日、市議会に同年6月2日をもって退職する旨の願を提出。2023年（令和6年）に膵臓の手術を受けており、「手術以降、日常的なケアが必要になり、市長の仕事を続けることが難しくなった」と説明した。

## 市政
- 2020年（令和2年）10月30日、LGBTなど性的少数者のカップルが婚姻に相当する関係にあると認める「パートナーシップ宣誓制度」を同年11月1日に導入すると発表した[13]。
- 2023年5月、市役所移転のための国有地取得のための補正予算案が、臨時市議会で賛成少数（公明党などが賛成、自民系、野党系が反対）で否決。市長に対して議会軽視ではないかとの声もあがる[14]。